# Constance Garnett
Constance Clara Garnett (hasta casarse "Black") (Brighton, 19 de diciembre de 1861-17 de diciembre de 1946) fue una traductora inglesa de literatura rusa. Fue la primera persona que tradujo a León Tolstói, Fiódor Dostoyevski y Antón Chéjov al idioma inglés y los presentó al público inglés y norteamericano.

## Biografía
Garnett fue la sexta hija del abogado David Black (1817-1892) y Clara Maria Patten (1825-1875). Su hermano fue el matemático Artur Black y su hermana mayor la escritora, feminista y sindicalista Clementina Black. En 1873 su padre quedó paralítico y dos años después su madre murió de un ataque cardíaco tratando de llevar a su esposo a la cama.
Garnett estudió en Brighton and Hove High School. Después estudió latín y griego en el Newnham College de Cambridge donde también estudió ruso. Durante poco tiempo trabajó como profesora en la escuela.
Su esposo Edward Garnett, con quien se casó el 31 de agosto de 1889, fue el redactor en la casa editora de Jonathan Cape. Su único hijo, David Garnett, se hizo escritor.
En 1893 después de su viaje a Moscú, San Petersburgo y Yasnaya Polyana donde se encontraba León Tolstói, Garnett empezó a traducir literatura rusa. Como resultado aparecerán las traducciones de León Tolstói, Nikolái Gógol, Iván Goncharov, Fiódor Dostoyevski, Aleksandr Pushkin, Iván Turgénev, Aleksandr Ostrovski y Antón Chéjov. Le ayudó la anarquista rusa Stepniak.
A fines de 1920, Garnett a menudo estaba enferma y corta de vista. Dejó de traducir en 1934.

## Las traducciones
Garnett tradujo cerca de setenta obras de la literatura rusa. Sus trabajos son editados hasta ahora, aunque fueron criticados en particular por Joseph Brodsky y Vladimir Nabokov. Brodsky dijo que Garnett alteraba el estilo de los escritores. Garnett trabajaba rápidamente y cuando no sabía una palabra la omitía.
Ralph Matlaw transformó las traducciones de Garnett y editó su versión de Los hermanos Karamázov. Rosemary Edmonds y David Magarshack usaron los trabajos de Garnett como modelos para sus propias traducciones.

## Literatura
- Rachel May, The Translator in the Text: On Reading Russian Literature in English
- Carolyn Heilbrun, The Garnett Family (1961).
- Richard Garnett, Constance Garnett: A Heroic Life (1991).